# Señorío de Moguer
El señorío de Moguer fue un señorío español concedido en 1333 a Alonso Jofre Tenorio sobre la villa andaluza de Moguer, en el antiguo Reino de Sevilla y actual provincia de Huelva. El señorío continuó vinculado a la Casa de Portocarrero que lo engrandeció y convirtió en parte de un mayorazgo, llegando a obtener Juan Portocarrero, IX señor de Moguer, el título de grande de España en 1520, por los servicios prestados a Carlos I. Una vez extinguida la rama principal de la casa de Portocarrero, el señorío pasó a ramas colaterales, ostentándolo sucesivamente los titulares del condado de Montijo, del ducado de Escalona, del ducado de Frías y de nuevo los condes de Montijo, y finalmente a la casa de Alba, en la persona de Carlos María Fitz-James Stuart y Palafox, que fue el último señor de Moguer tras su abolición.

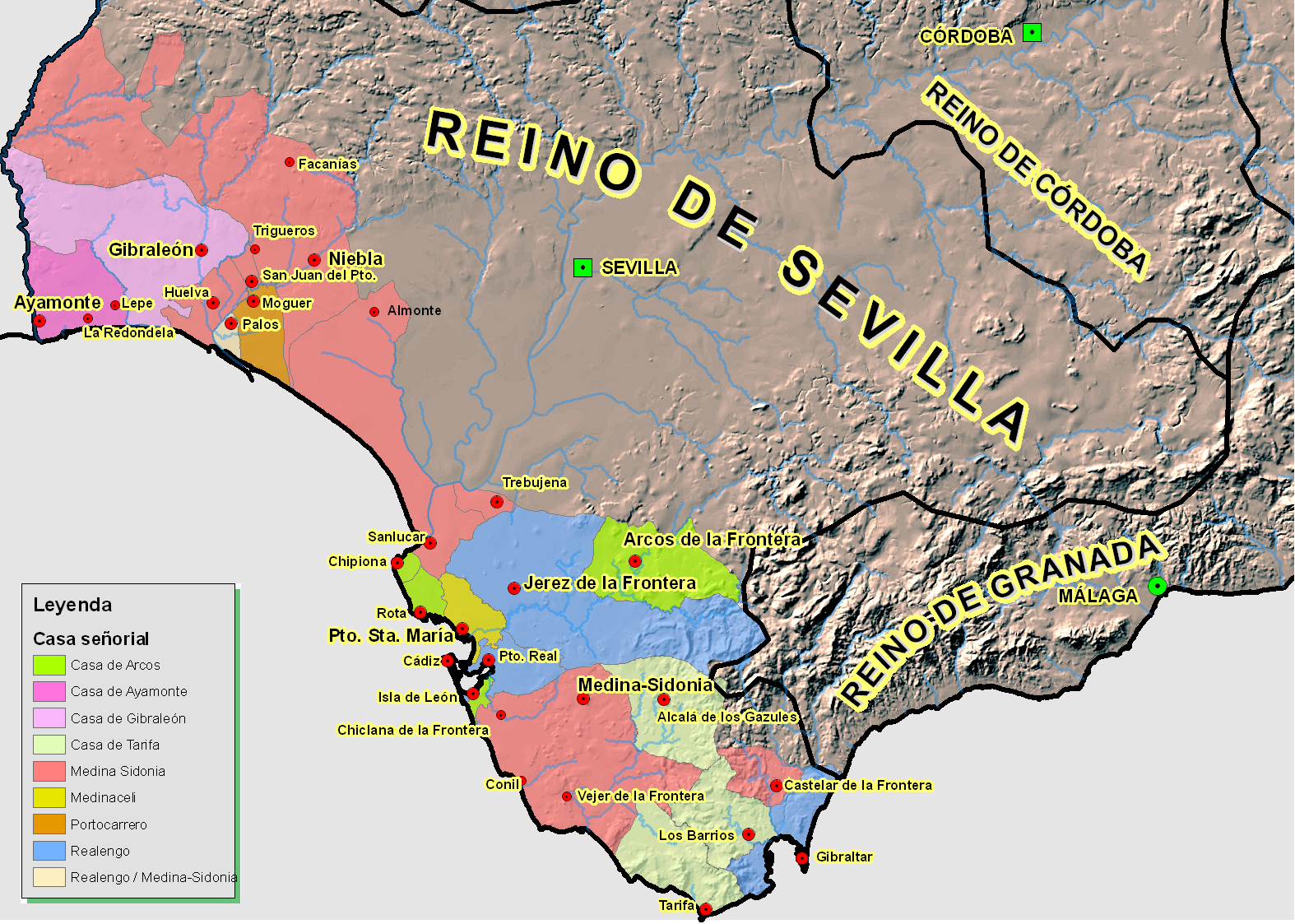
señoríos en el Reino de Sevilla en la época de Carlos I de España, entre ellos el señorío de Moguer.

## Historia

### Orígenes. El linaje Tenorio

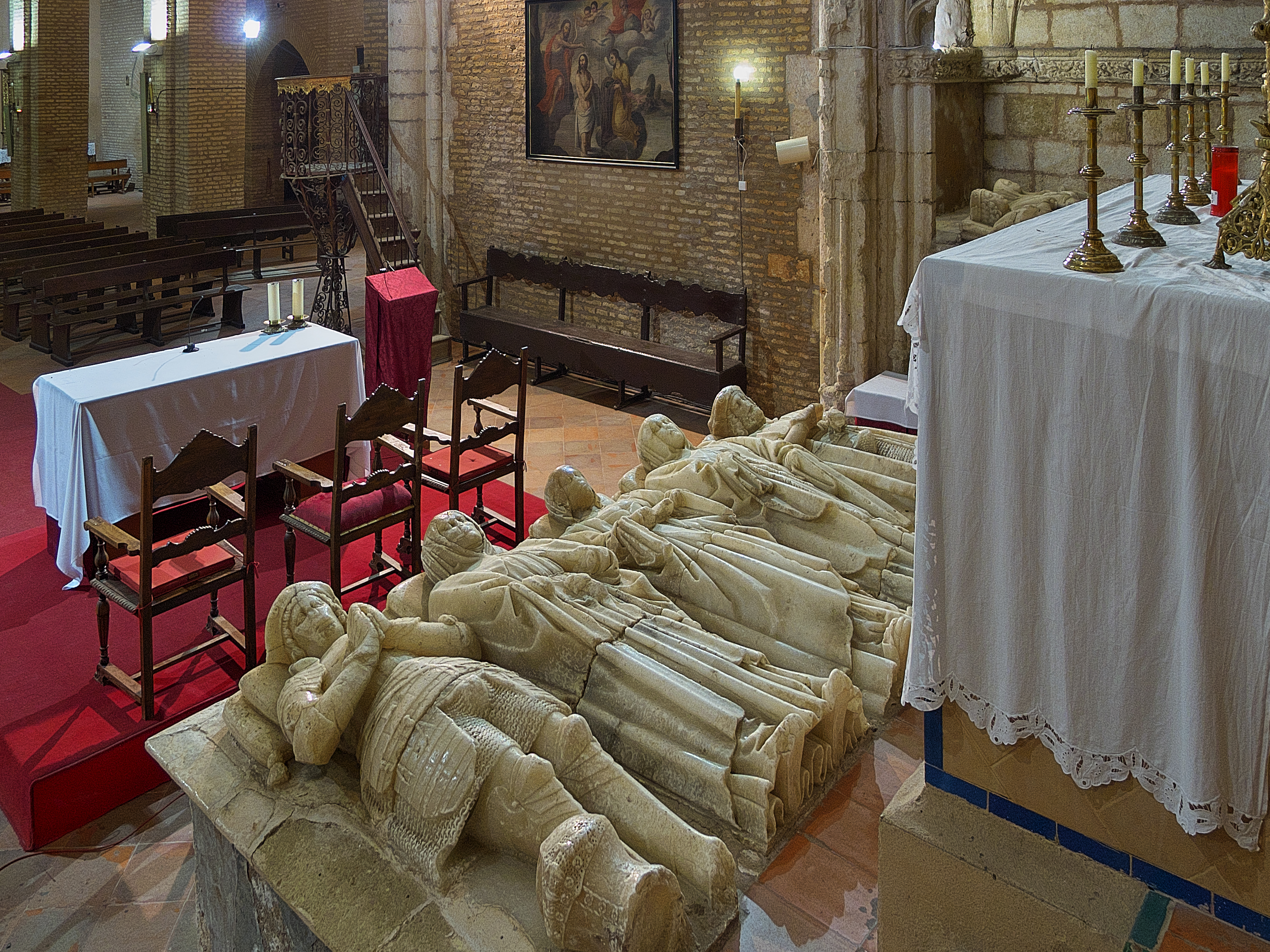
Túmulo sepulcro de los primeros señores (Monasterio de Santa Clara). I señor de Moguer, Alonso Jofre Tenorio; su esposa Elvira Álvarez; su hija Marina Tenorio; Beatriz Enríquez; y el III señor de Moguer, Alonso Fernández Portocarrero.

La familia Tenorio era de ascendencia gallega. Su patronímico procede de Tenorio, "sua casa forte", cerca de Pontevedra. A mediados del siglo XIII algunos miembros de la familia realizaron campañas militares por tierras andaluzas y entroncaron por casamiento con linajes beneficiados de los repartimientos efectuados en las tierras del Sur, recién conquistadas. Este fue el caso de Diego Alonso Tenorio, contemporáneo de Alfonso X, señor de Tenorio y propietario de heredamientos en Toledo y Sevilla. Casó con Aldonza Jofre de Loaisa, hija de Jofre de Loaisa, señor de Preter, caballero aragonés, ayo de la reina consorte doña Violante y del infante don Fernando de la Cerda, ampliamente recompensado en el repartimiento de Sevilla.
Fruto de esta unión conyugal nació Alonso Jofre Tenorio, primogénito y heredero de la casa, quien fue almirante mayor de la mar, dirigiendo la flota de galeras del rey, en diversas batallas contra musulmanes y portugueses y que casó con Elvira Álvarez. En 1333 Alfonso XI concedió en señorío la villa de Moguer a Alonso Jofre Tenorio, por muchos buenos servicios, que feicisteis a el rey don Fernando, nuestro padre, que Dios perdone, e feicistes e facedes a nos cada día. La donación incluía la posesión del lugar, el disfrute de sus rentas y tributos, atribuciones judiciales, militares, administrativa, la concesión de un mercado semanal y la propiedad de las carnicerías, jabonerías, licencia para construir fortalezas, etc. En el ámbito militar añadió al reformado Castillo de Moguer, el Castillo de San Fernando, en los límites del señorío con Palos, como punto de vigilancia de las entradas por el Río Tinto.
Alonso Jofre Tenorio, I señor de Moguer, fundó en 1337, el Convento del Corpus Christi, y en 1338 el Monasterio de Santa Clara, ambos franciscanos, y los dotó con numerosos bienes, ejerciendo el patronato de ambas fundaciones. Como atestigua una probanza de 1631, los descendientes de Alonso Jofre Tenorio mantuvieron el patrimonio monacal engrandeciéndolo con propiedades rústicas y urbanas. De hecho la toma de posesión del patronato de los monasterios constituía uno de los actos jurídicos que investían de legalidad la sucesión de cada nuevo titular del señorío. El patrono no poseía derechos económicos ni físicos sobre el monasterio sino sólo espirituales.
Se casó con Elvira Álvarez de Velasco con la que tuvo tres hijas, María Alfonso Tenorio, Marina Tenorio y Teresa Jofre Tenorio. El señorío continuó en la persona de su hija María Tenorio, como II señora de Moguer.

### Vinculación a la casa de Portocarrero
María Tenorio, hija de Alonso Jofre Tenorio y II señora de Moguer, casó con Martín Fernández Portocarrero, I señor de Villanueva del Fresno y mayordomo mayor del rey Pedro I, entroncando así las casas de Tenorio y Portocarrero. 

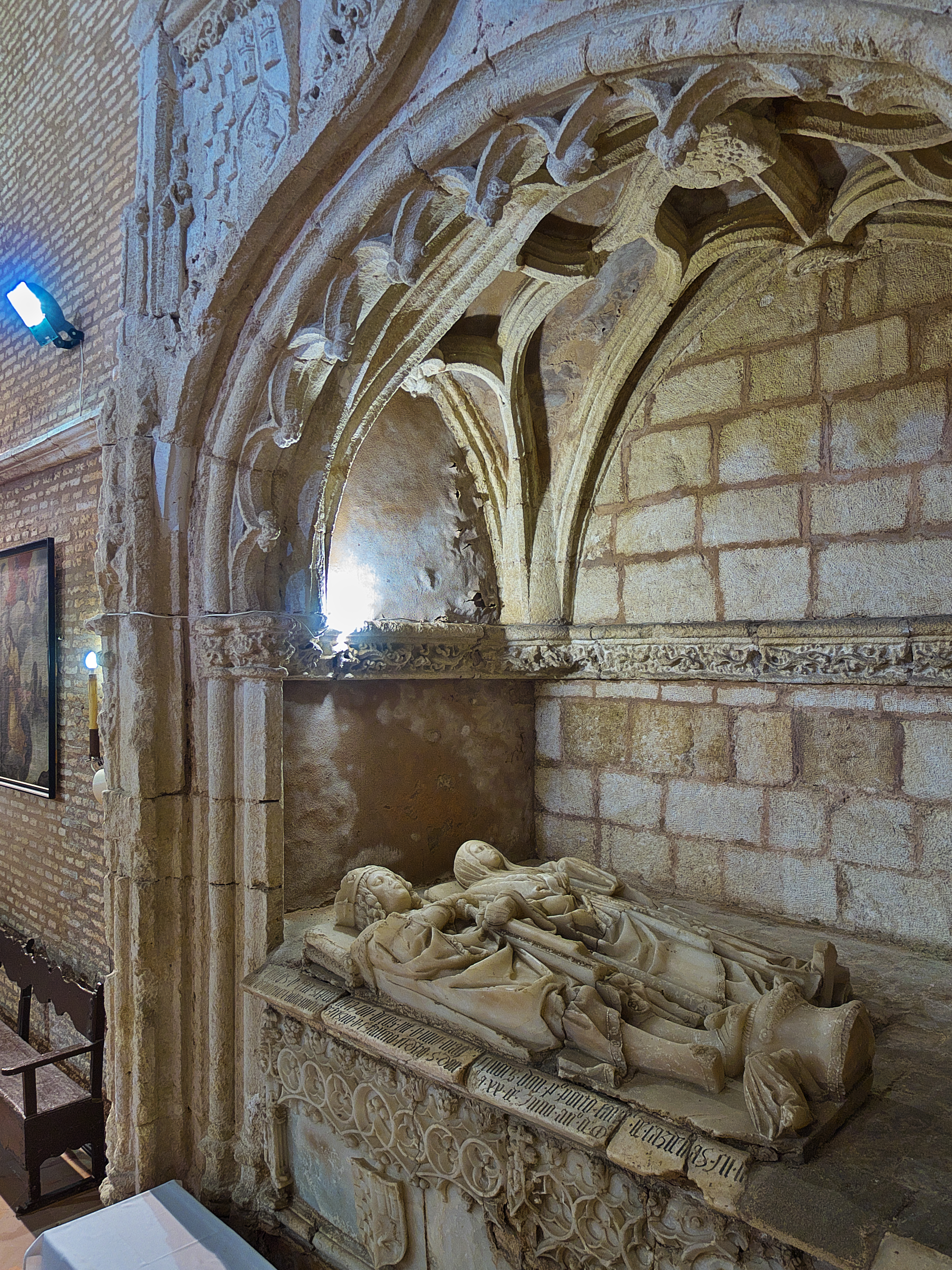
Sepulcro de Pedro Portocarrero, VIII señor de Moguer, y su esposa, Juana de Cárdenas

Alonso Fernández de Portocarrero y Tenorio, III señor de Moguer (1370-1384), fue alcaide de Algeciras y el 13 de marzo de 1375 se estableció mayorazgo sobre el señorío de Moguer, prohibiendo su venta o enajenación. Asimismo, la sucesión quedó fijada por línea masculina directa y, en su defecto, se establecía la sucesión de otros descendientes varones, hijas y parientes cercanos, a condición de tomar el apellido y las armas de la casa. Alonso murió sin descendencia y fue sucedido por su sobrino Martín Fernández de Portocarrero, IV señor de Moguer (1384-1418), quien fue corregidor de Jerez de la Frontera entre 1394-1406 y alcaide de Tarifa. 
Su hijo Pedro Fernández de Portocarrero, V señor de Moguer (1418-1429), contrajo matrimonio con Beatriz Enríquez, tía abuela de Fernando el Católico. A su muerte heredó el señorío su hija Juana Fernández de Portocarrero y Enríquez, VI señora de Moguer, quien falleció poco tiempo después que su padre, quedando como heredera su hermana María. 
Sin embargo, su tía Francisca Fernández de Portocarrero, aprovechando la corta edad de la niña, le usurpó sus derechos y ejerció como VI señora de Moguer desde 1430 hasta 1436. En ese año Francisca redactó testamento en que mandó le sucediera su hijo primogénito, Luis Bocanegra, señor de Palma del Río, quien ejerció el señorío sobre Moguer poco tiempo, ya que en 1442 realizó testamento dejando como sucesor de todos sus bienes a su hermano, Martín Fernández Portocarrero. Este sólo detentaría el señorío dos años, pues en 1444 aparece ya como señora de Moguer la legítima heredera de la casa, su prima María Portocarrero, VII señora de Moguer (1444-1471) quien, habiendo casado con Juan Pacheco, I marqués de Villena y I duque de Escalona, recuperó los derechos sobre el señorío de Moguer que le correspondían. 
Su hijo, Pedro Portocarrero, VIII señor de Moguer (1471-1519), tomó el apellido materno como establecía el mayorazgo de 1375, llegando a ser alcalde mayor de Sevilla y Comendador de Segura de la Sierra, durante el reinado de los Reyes Católicos. Este señor construyó el convento de San Francisco y obtuvo de los reyes su seguro para las embarcaciones que arribaran al puerto de la Ribera de Moguer.
Juan Fernández de Portocarrero (1519-1544), IX señor de Moguer, por concesión del emperador Carlos I recibió el título de marqués de Villanueva del Fresno, con grandeza de España, y añadió a su patrimonio en 1539 por compra Villanueva de Barcarrota, cuyo precio ascendió a 31 622 300 maravedíes. Le sucedió su hijo Pedro Fernández Portocarrero, X señor de Moguer (1544-1557), quien murió sin hijos, heredando su hermano Alonso Portocarrero, XI señor de Moguer (1557-1560), casado con María de Morales. 
El hijo de ambos Juan Fernández de Portocarrero y de Morales, XII señor de Moguer (1560-?), heredó la casa a pesar de ser sordomudo. Su hermano Alonso, I señor del Mayorazgo de Écija, entabló pleito judicial para arrebatarle el señorío por razón de su discapacidad. Sin embargo las sentencias de 1568 y 1569 confirmaron los derechos de Juan Portocarrero, quien contrajo matrimonio con su prima, la hija de Cristóbal Osorio Portocarrero, I señor de Montijo.

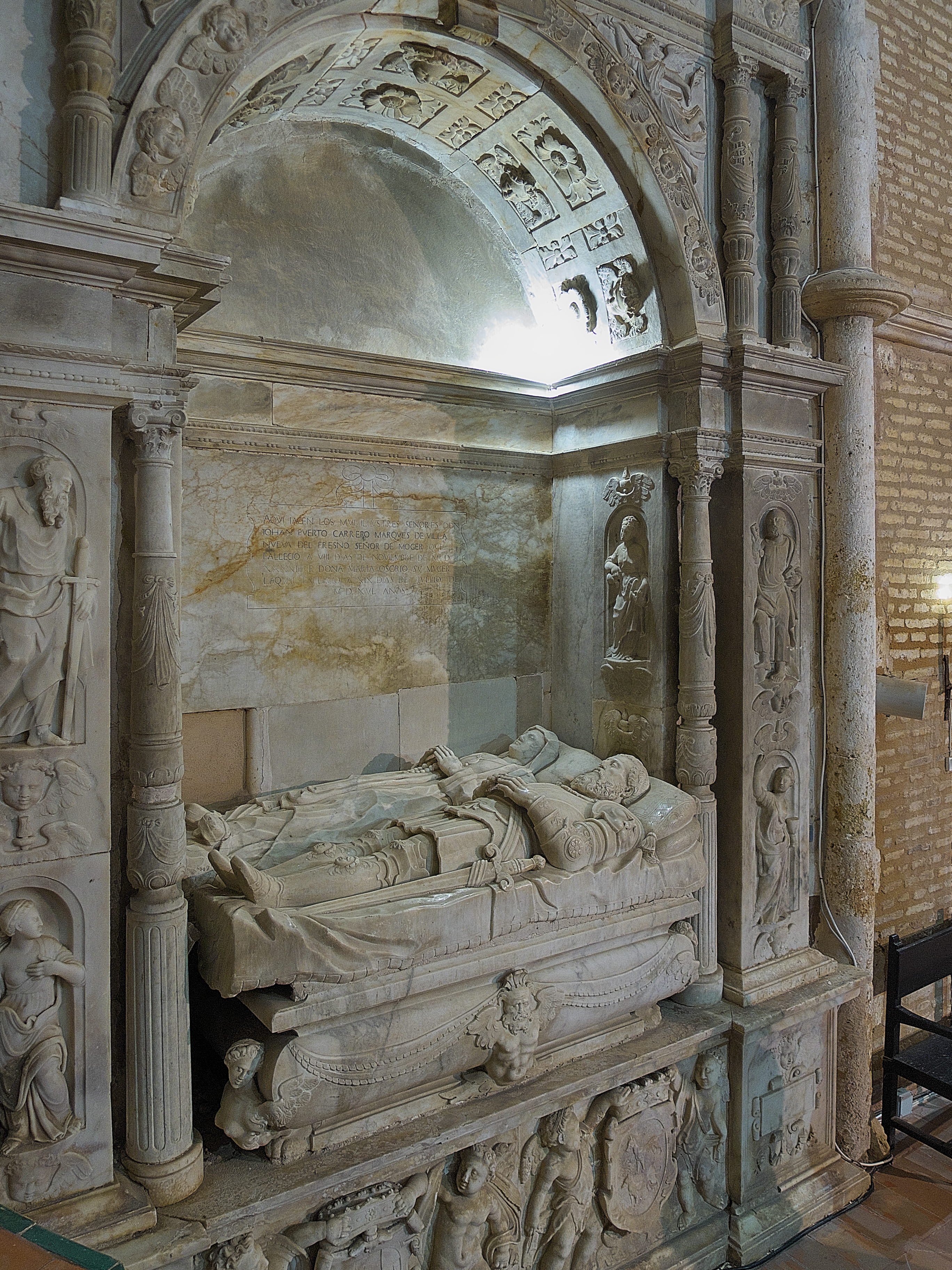
Sepulcro de Juan Portocarrero (IX señor) y su esposa María Osorio (Monasterio de Santa Clara).

Su hijo Alonso Portocarrero y Osorio, XIII señor de Moguer (¿-1622) fue capitán de general de las Galeras de Portugal en 1621 y se desposó con Isabel de la Cueva, hija de Álvaro de Bazán, marqués de Santa Cruz. Tras la muerte de su heredero, Juan Pedro Portocarrero y de la Cueva, de diez años de edad, accedió al título su hermana Francisca Luisa Portocarrero y de la Cueva, XIV señora de Moguer (1622-1639), quien contrajo matrimonio cuatro veces, siendo su único heredero Juan Gaspar Domingo Portocarrero y de Moscoso, XV señor de Moguer, quien murió en 1640 a los seis años, sin sucesión. 
Por tal motivo el señorío de Moguer y el marquesado de Villanueva pasaron a manos de Francisco Portocarrero, como XVI señor de Moguer (1640-?), nieto del I señor del mayorazgo de Écija, Alonso Portocarrero, y biznieto de Alonso Portocarrero y de María de Morales, XI señores de Moguer. Durante su mandato, en 1642 Felipe IV otorgó el rango de ciudad a la villa de Moguer y concedió a su concejo el escudo de los Portocarrero. El señorío continuó en esta rama a través de sus hijos Alonso Portocarrero, XVII señor de Moguer, y Pedro Fernández Portocarrero, XVIII señor de Moguer, quien fue el último varón de esta línea familiar que provenía, desde 1333, del almirante Alonso Jofre Tenorio y de su yerno Martín Fernández Portocarrero. 
Pedro falleció en 1703 sin sucesión directa, mandando en su testamento ser enterrado con sus antepasados en el monasterio de Santa Clara de Moguer. Este hecho posee una doble significación por ser el último patrono sepultado en la moguereña Iglesia de Santa Clara y por finalizar con él el antiguo linaje de los Portocarrero, como señores de Moguer. El monasterio de Santa Clara había sido elegido por los Portocarrero como panteón familiar y había sido dotado con numerosos bienes y rentas, ingresando en él algunas mujeres de la familia. Por esta razón, el monasterio es importante no solo por su valor artístico y su poderío económico, sino también por su vinculación a los Portocarrero, una de las principales familias nobles de la Baja Andalucía.
A partir de la muerte sin descendencia de Pedro, XVIII señor de Moguer, el señorío recayó sucesivamente en las ramas colaterales de los condes de Montijo, duques de Escalona, duques de Frías y duques de Alba.

### Vinculación al condado de Montijo
Tras el fallecimiento de Pedro Portocarrero, se entabló un largo pleito para determinar el heredero de la Casa de Portocarrero. Los pretendientes eran Luis Tomás Fernández Portocarrero, conde de Palma del Río, Juan Manuel Fernández Pacheco, marqués de Villena, Alonso Pacheco Portocarrero, marqués la Torre de las Sirgadas (en Jerez de los Caballeros), Lorenzo Antonio de Cárdenas, conde de Villalonso y de la Puebla del Maestre, Cristóbal Gregorio Portocarrero, conde de Montijo y Diego Antonio-Lope Barradas, marqués de Cortes de Graena. En 1718 se emitió sentencia por la cual se adjudicó la tenuta de dichos bienes a Diego Antonio-Lope Barradas, II Marqués de Cortes de Graena, que sería XIX señor de Moguer. Su hijo, Antonio-Lope Barradas Portocarrero, le sucedió como XX señor de Moguer, ostentando el señorío hasta 1729, año en que Cristóbal Gregorio Portocarrero, conde de Montijo ganó judicialmente la propiedad del mayorazgo y se convirtió en XXI señor de Moguer. Su hijo, Cristóbal Pedro Portocarrero, le sucedió como XXII señor de Moguer pero murió fortuitamente en un accidente en 1757, dejando una hija, Francisca de Sales Portocarrero, quien sería XXIII señora de Moguer desde 1763 a 1765, bajo tutoría debido a su minoría de edad.

### Vinculación al ducado de Escalona

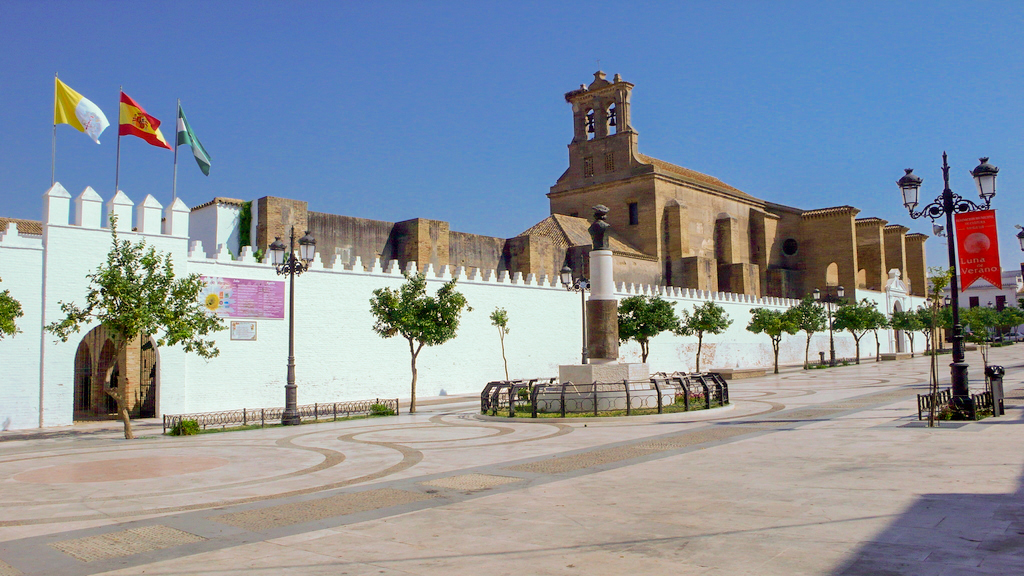
Los señores eran patronos del Monasterio de Santa Clara.

Sin embargo en 1765 en las actas capitulares de la corporación municipal de Moguer, el duque de Escalona y marqués de Bedmar Felipe López Pacheco, aparece "de hecho" como XXIII señor de Moguer. Esta situación se reguló judicialmente el 1 de julio de 1771, mediante declaración del Consejo de Castilla que establecía que la tenuta del estado de Moguer y del marquesado de Villanueva del Fresno y Barcarrota, le correspondía a dicho Felipe López Pacheco por haberse extinguido todas las ramas masculinas formadas por Pedro Portocarrero, XVIII señor de Moguer. Felipe ocupó importantes cargos militares, llegando a ser mariscal de campo y teniente general en 1776 y 1778. Fue gentilhombre de cámara y caballerizo mayor de Carlos III, falleciendo en Madrid el 24 de julio de 1798 sin sucesión, siendo el último vástago de la Casa de Pacheco y dejando por herederos al duque de Frías, al marqués de Ariza y a su mujer, María Luisa Centurión de Velasco, VIII marquesa de Estepa.

### Vinculación al ducado de Frías
A partir de 1798, como establecían las cláusulas testamentarias del XXIII señor, le sucedió Diego Fernández de Velasco, XII duque de Frías y XXIV señor de Moguer. Diego, casado con Francisca de Paula Benavides el 17 de julio de 1780, fue uno de los mayores magnates de su tiempo, ejerciendo importantes cargos en la Corte, el ejército y la diplomacia con Carlos III, el cual recompensó sus servicios en 1779, distinguiendo a su "Ciudad de Moguer" con los títulos de "Muy Noble y Muy Leal". Sin embargo posteriormente se puso al servicio del rey José Bonaparte, quién le nombró mayordomo mayor en 1810. Por su colaboración con los afrancesados, el Gobierno español le confiscó su inmensa fortuna el 22 de agosto de 1808 y murió en París el 11 de febrero de 1811. Tras la supresión de los señoríos establecida por la Constitución española de 1812, su hijo Bernardino Fernández de Velasco fue desestimado por el Ayuntamiento de Moguer para recibir las alcabalas de la ciudad en 1813.

### Segunda vinculación al condado de Montijo

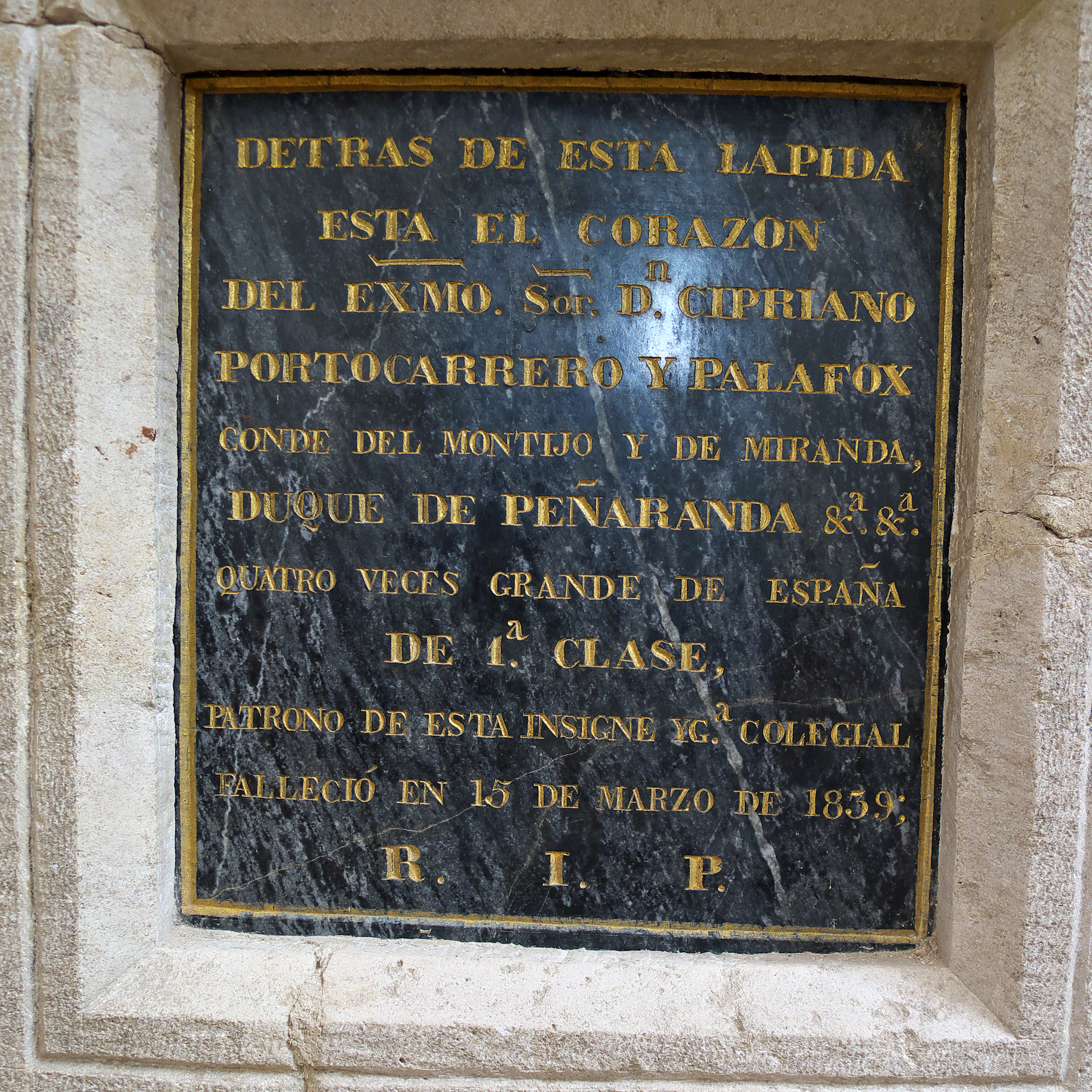
Lápida de Cipriano Palafox y Portocarrero, VIII Conde de Montijo

Desde 1811, tras esta breve vinculación al ducado de Frías, la titularidad del señorío, del marquesado de Villanueva del Fresno y del patronato del monasterio de Santa Clara, pasó a ser detentada nuevamente por la casa de Montijo, en la persona de Eugenio Portocarrero y Palafox, VII conde de Montijo y XXIV señor de Moguer. 
A pesar del pleito que Felipe López Pacheco mantuvo con María Francisca de Sales Portocarrero, la legítima propietaria del señorío, esta continuó titulándose señora de Moguer desde 1763 a 1808. Dicha dama tuvo una gran formación cultural. Tradujo en 1774 la obra religiosa de Nicolás Torneux Ilustraciones cristianas sobre el Sacramento del Matrimonio. El Padre Coloma, en sus Relatos de Antalio, la describió como "el primero y último ejemplar encausada por materias de Fe entre las damas de la Grandeza Española". De hecho falleció desterrada de la Corte e inculpada por la Inquisición de ideas jansenistas. 

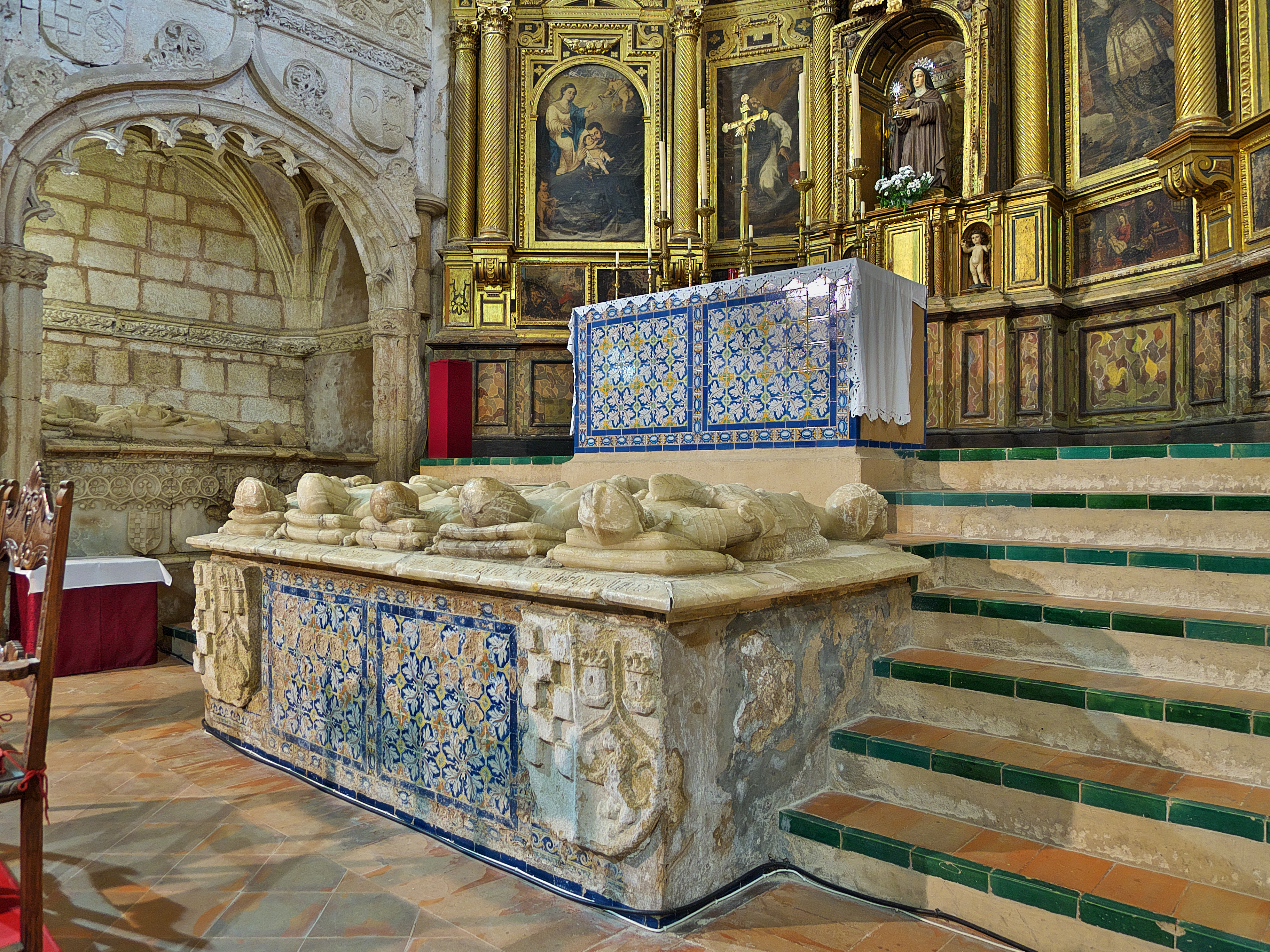
Sepulcros de los Señores de Moguer en la iglesia del Monasterio de Santa Clara.

De su matrimonio con Felipe Antonio José de Palafox tuvo dos hijos: El mencionado Eugenio Portocarrero y Palafox, XXIV señor de Moguer, que murió sin descendencia en 1834, y su hermano Cipriano Palafox y Portocarrero, XXV señor de Moguer, que le sucedió y falleció en 1839. Este último estuvo casado con María Manuela Kirkpatrick Grevigné, matrimonio del que nacieron dos hijas: María Francisca de Sales Portocarrero y Eugenia de Montijo.

### Vinculación a la casa de Alba
Los señoríos fueron abolidos en España en 1811 por las Cortes de Cádiz y, aunque posteriormente fueron restablecidos temporalmente por Fernando VII, las leyes del 3 de mayo de 1823 y las de 23 y 26 de agosto de 1837 suprimieron para siempre la institución señorial. Los señores, a pesar de perder algunas de sus prebendas jurisdiccionales, siguieron manteniendo cierto control sobre sus antiguas villas por el cobro de impuestos como la alcabala, y en Moguer por el patronazgo sobre el Convento de Santa Clara. Por ello hubo un periodo en el que de manera singular se mantuvo el señorío a través del patronato de Santa Clara.
María Francisca de Sales Portocarrero, XXVI señora de Moguer (1839-1881), fue la sucesora del señorío, patronazgo y marquesado de Villanueva del Fresno, la cual contrajo matrimonio con Jacobo Fitz-James Stuart, duque de Alba y de Berwick, pasando de esta forma a la casa de Alba los citados derechos de los Portocarrero. 
El hijo de ambos, Carlos María Fitz-James Stuart y Palafox, IX duque de Berwick, XVI duque de Alba y XXVII señor de Moguer (1881-1901), casó en 1877 con María del Rosario Falcó y Osorio, con la que tuvo tres hijos: Jacobo, Eugenia y Hernando Fitz-James Stuart y Falcó. Carlos cerró definitivamente la serie de patronos del monasterio de Santa Clara de Moguer y la vinculación al señorío, ya que su mujer, María del Rosario Falcó y Osorio, condesa de Siruela, cedió en 1903 sus prerrogativas y atributos al Arzobispado de Sevilla.

## Árbol genealógico

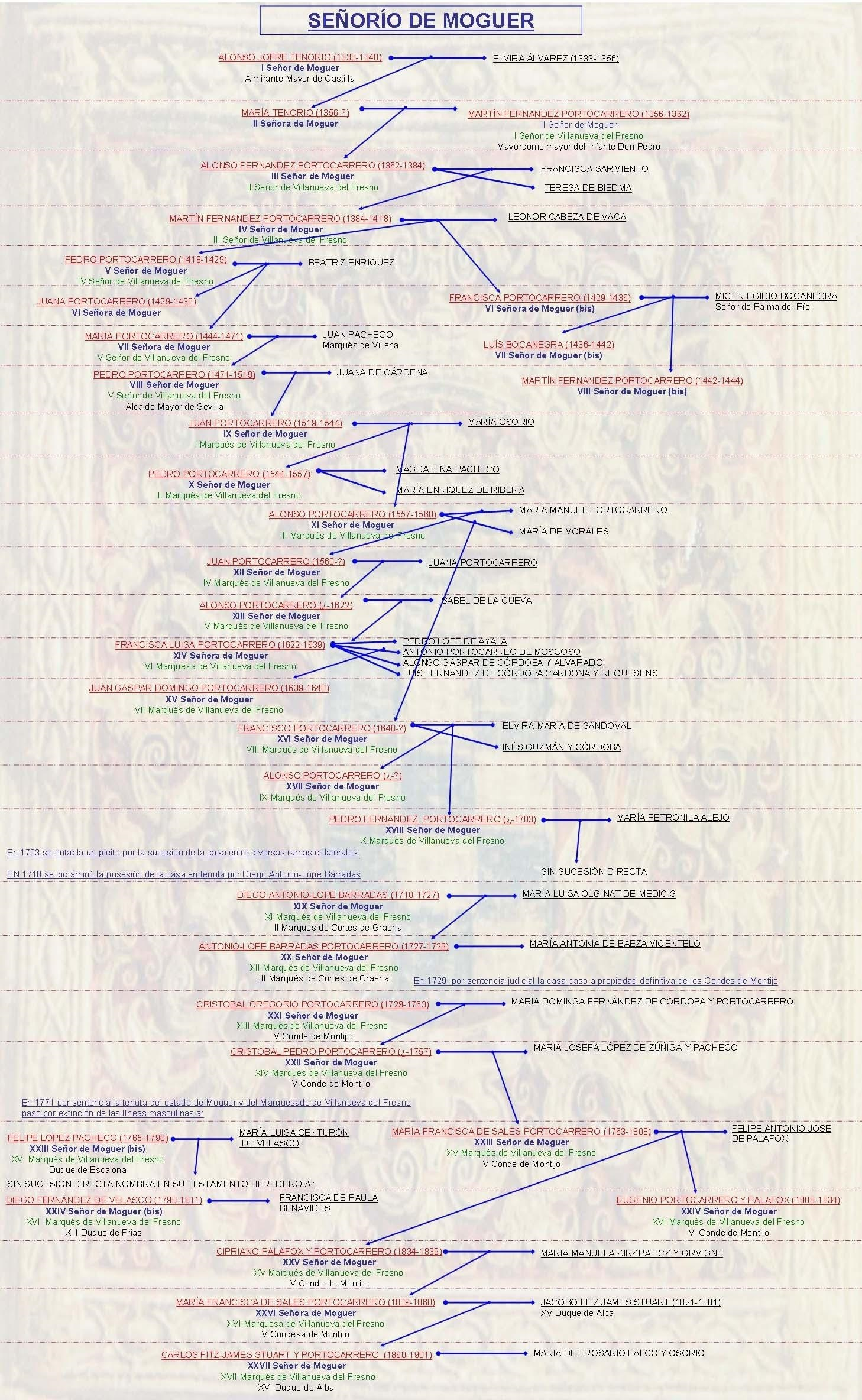
Árbol genealógico del señorío de Moguer.

## Señores
| N.º | Personas                                                   | Fecha               | Orden                                              |
| --- | ---------------------------------------------------------- | ------------------- | -------------------------------------------------- |
| 1   | Alonso Jofre Tenorio                                       | 1333-1340           | I señor de Moguer                                  |
| 2   | María Tenorio                                              | 1356-?              | II señora de Moguer                                |
| 3   | Alonso Fernández Portocarrero                              | 1362-1384           | III señor de Moguer                                |
| 4   | Martín Fernández Portocarrero                              | 1384-1418           | IV señor de Moguer                                 |
| 5   | Pedro Fernández Portocarrero                               | 1418-1429           | V señor de Moguer                                  |
| 6   | Juana Portocarrero Francisca Portocarrero                  | 1429-1430 1429-1436 | VI señora de Moguer VI señora de Moguer (bis)      |
| 7   | María Portocarrero Luis Bocanegra                          | 1444-1471 1436-1442 | VII señora de Moguer VII señor de Moguer (bis)     |
| 8   | Pedro Portocarrero Martín Fernández Portocarrero           | 1471-1519 1442-1444 | VIII señor de Moguer VIII señor de Moguer (bis)    |
| 9   | Juan Portocarrero                                          | 1519-1544           | IX señor de Moguer                                 |
| 10  | Pedro Portocarrero                                         | 1544-1557           | X señor de Moguer                                  |
| 11  | Alonso Portocarrero                                        | 1557-1560           | XI señor de Moguer                                 |
| 12  | Juan Portocarrero                                          | 1560-?              | XII señor de Moguer                                |
| 13  | Alonso Portocarrero                                        | ¿-1622              | XIII señor de Moguer                               |
| 14  | Francisca Luisa Portocarrero                               | 1622-1639           | XIV señora de Moguer                               |
| 15  | Juan Gaspar Domingo Portocarrero                           | 1639-1640           | XV señor de Moguer                                 |
| 16  | Francisco Portocarrero                                     | 1640-?              | XVI señor de Moguer                                |
| 17  | Alonso Portocarrero                                        | ¿-?                 | XVII señor de Moguer                               |
| 18  | Pedro Fernández Portocarrero                               | ¿-1703              | XVIII señor de Moguer                              |
| 19  | Diego Antonio-López Barradas                               | 1718-1727           | XIX señor de Moguer                                |
| 20  | Antonio-López Barradas Portocarrero                        | 1727-1729           | XX señor de Moguer                                 |
| 21  | Cristóbal Gregorio Portocarrero                            | 1729-1763           | XXI señor de Moguer                                |
| 22  | Cristóbal Pedro Portocarrero                               | ¿-1757              | XXII señor de Moguer                               |
| 23  | María Francisca de Sales Portocarrero Felipe López Pacheco | 1763-1808 1765-1798 | XXIII señora de Moguer XXIII señor de Moguer (bis) |
| 24  | Eugenio Portocarrero y Palafox Diego Fernández de Velasco  | 1808-1834 1798-1811 | XXIV señor de Moguer XXIV señor de Moguer (bis)    |
| 25  | Cipriano Palafox y Portocarrero                            | 1834-1839           | XXV señor de Moguer                                |
| 26  | María Francisca de Sales Portocarrero                      | 1839-1881           | XXVI señora de Moguer                              |
| 27  | Carlos María Fitz-James Stuart y Palafox                   | 1881-1901           | XXVII señor de Moguer                              |

## Residencia de los señores en Moguer

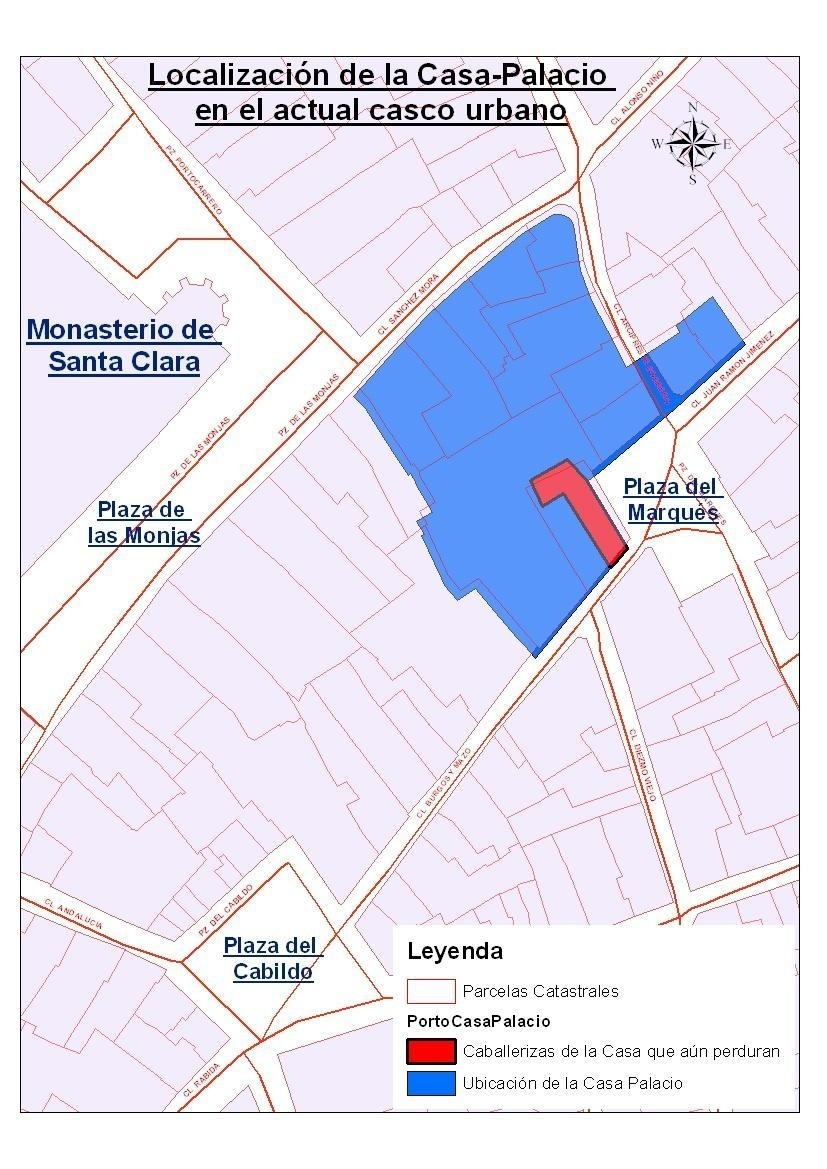
Casa-Palacio de los señores de Moguer

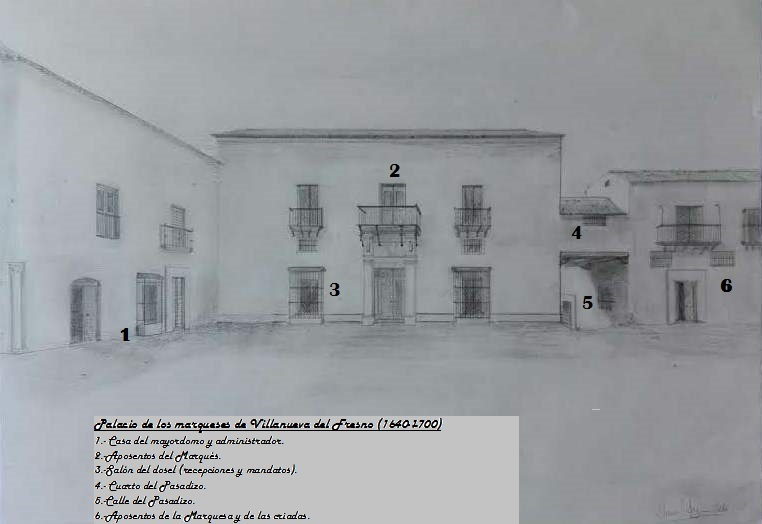
Boceto Casa-Palacio

Aunque los señores de Moguer, solían residir en Sevilla o en Jerez de los Caballeros, eran frecuentes las visitas a su villa, relacionadas casi todas ellas con asuntos de su patrimonio. En ocasiones dichas estancias se prolongaban, siendo el castillo y posteriormente la Casa-Palacio, la residencia habitual de aquellos o de cualquier otro miembro de su familia.
En sus orígenes, los señores de Moguer, desde 1333, residieron en el castillo, en las dependencias que se encontraban en su interior. En la cámara alta de la torre sur aún se conserva un zócalo con pinturas al fresco primitivas donde se representan adornos florales y la heráldica de la casa de los Portocarrero de estilo mudéjar, datable hacia el siglo XIV. Las construcciones internas han sido sacadas a la luz en las excavaciones que se llevaron a cabo a propósito de las obras de restauración en 1991. Estas se asemejaría más a una casa palacio que a un edificio militar. Contaba con dos patios, habitaciones, cocina, bodegas y otras dependencias para uso diverso. En 1593 todavía residía el señor de Moguer en el viejo castillo, según la documentación que se conserva.
Los señores, que tenían distintas propiedades urbanas en la localidad, empezaron a utilizar la que se hallaba en la plaza de Palacio, presumiblemente desde finales del siglo XVI. La casona de la "Plaza de Palacio o del Marqués" se fue ampliando con distintas propiedades del entorno, concretamente en la primera mitad del siglo XVII. En esta época se construyeron las caballerizas, se acomodaron las nuevas dependencias, la zona de bodega y los almacenes donde se guardaba la sal. También se acondicionó el espacio que estaba dedicado a jardín. Por tanto, esta Casa-palacio debió ser de unas considerables dimensiones. Los materiales que se emplearon en la construcción fueron el ladrillo para las zonas principales y el tapial en las otras dependencias, maderas para las techumbres, hierro forjado en balcones y ventanas, tanto hacia el exterior como en su interior. 
El edificio era de dos plantas, salvo las bodegas y caballerizas que contaban sólo con una, como era habitual en este tipo de construcciones que aparecía en el casco urbano. Las dependencias principales estaban distribuidas en tomo a un patio con corredores. Contaba con una veintena de habitaciones de diferentes dimensiones: el cuarto de la galería, el cuarto del pasadizo, el cuarto del balcón, que daba hacia la plaza, el cuarto del fuego (cuya denominación indica que este espacio debía contar con chimenea), el cuarto de las mujeres, donde se encontraba el archivo de la casa, el cuarto de los pajes, el cuarto de la viga, el cuarto del corredor, donde estaba la biblioteca, el cuarto del dosel, el cuarto hondo, el cuarto de la sala del trueque, donde eran atendidos los negocios del señor, el cuarto principal del jardín, y un número indeterminado de aposentos, todos ellos destinados a habitaciones.
A principios del siglo XVIII, tras el fallecimiento en 1703 de Pedro Fernández Portocarrero, último señor del linaje que residió en la casa de Moguer, el inmueble fue transferido al vicario de Moguer en cumplimiento de una de las mandas testamentarias dispuestas por su hermano Alonso Portocarrero en 1686.
A partir de este momento los sucesivos señores de Moguer no volvieron a residir en la villa, por lo que la Casa-palacio fue vendiéndose por partes y reemplazándose por nuevas construcciones, excepto las antiguas caballerizas que han perdurado hasta nuestros días en la actual esquina Plaza del Marqués - calle Burgos y Mazo.